# Neue Bach Ausgabe

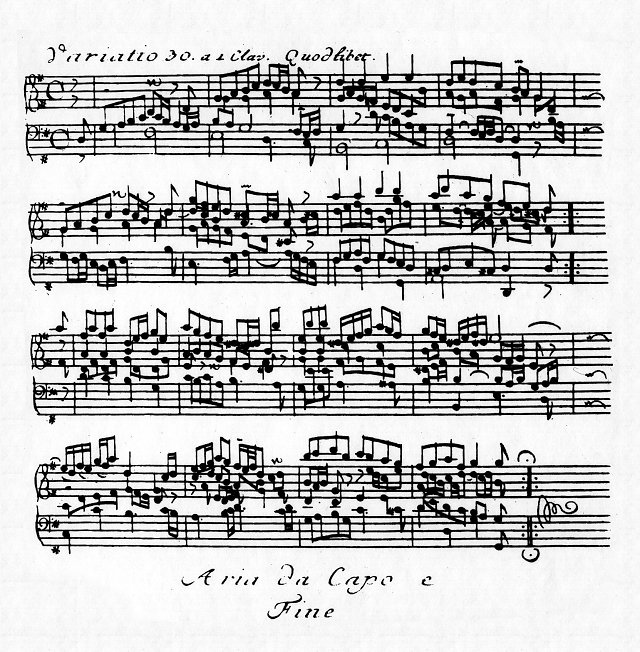
Facsimile van Bach klavier werk

De Neue Bach Ausgabe (afgekort: NBA, Nederlands: Nieuwe Bach Uitgaven) is een historische verzameling en kritische bespreking van alle werken van Bach. De serie is in 2006 wetenschappelijk samengesteld door het ‘Johann Sebastian Bach Instituut’ uit Göttingen en het Bach-Archief uit Leipzig en uitgegeven door de uitgeverij ‘Bärenreiter-Verlag’ in 2007.
Het is een actuele, wetenschappelijk onderbouwde, vernieuwde uitgave van de oorspronkelijke uitgave uit 1952. Het is dé bron voor Bach-musicologen, dirigenten en musici.

## Inhoud
De uitgave bestaat uit acht Series met 96 facsimiles van partituren en kritische besprekingen en een negende Supplement serie.
| I    | Cantaten                                   | 46 | volumes |
| II   | Missen, Passies, Oratoria                  | 9  | volumes |
| III  | Motetten, Koralen, Liederen                | 4  | volumes |
| IV   | Orgelwerken                                | 11 | volumes |
| V    | Klavier- und Luitenwerken                  | 14 | volumes |
| VI   | Kamermuziek                                | 5  | volumes |
| VII  | Orkestwerken                               | 7  | volumes |
| VIII | Canons, Muzikale offers, Kunst van de Fuga | 2  | volumes |
| IX   | Supplement, Bach Documenten                | 10 | volumes |